# 조랑말 타기

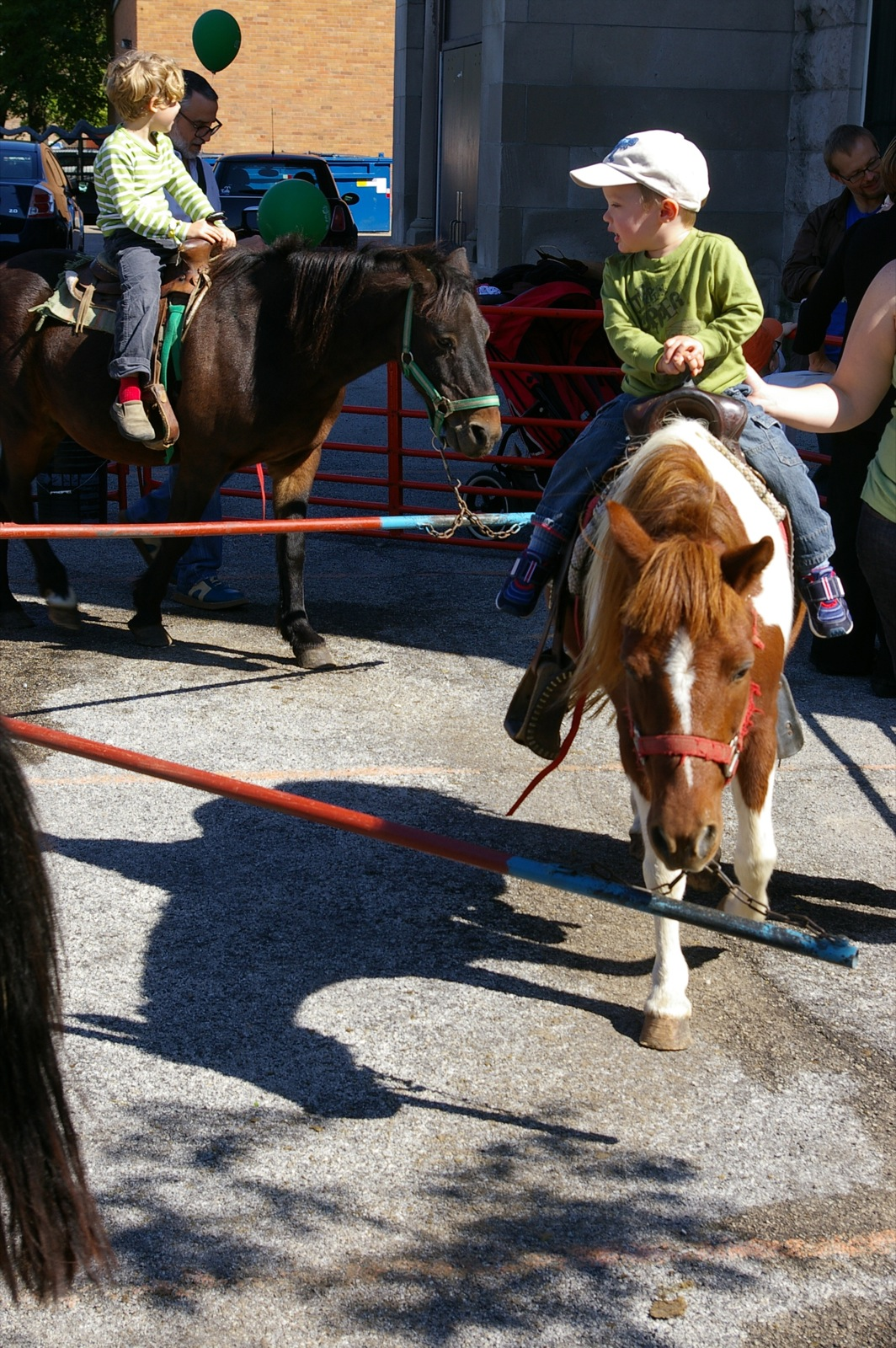
조랑말을 타는 어린이

조랑말 타기는 어린이들이 박람회, 게스트 목장, 동물원, 여름 캠프, 사설 어린이 파티 등에서 흔히 볼 수 있는 짧은 시간 동안 진짜 조랑말을 탈 수 있는 기회이다. 조랑말 타기에 참여하는 어린이들은 조랑말을 직접 다루지는 않지만, 지지대 없이 똑바로 앉아 고개를 들 수 있을 만큼의 나이가 필요하다. 조랑말 타기는 개별적으로 손으로 움직이는 조랑말에 제공될 수도 있고, 보통 4~6마리의 조랑말 무리가 작은 원을 그리며 걷는 '조랑말 바퀴'에 배치될 수도 있다. 조랑말 타기는 모든 조랑말을 작은 원을 그리며 걷는 작은 유형의 핫 워커이다. 안전이 가장 중요한 관심사이며 보험사들은 조랑말 타기를 고위험 활동으로 간주한다. 조랑말 타기에 사용되는 일부 조랑말의 복지에 대한 우려가 있다.